# (45737) Benita
(45737) Benita est un astéroïde de la ceinture principale.

## Description
(45737) Benita est un astéroïde de la ceinture principale. Il fut découvert le 22 avril 2000 à Boca Raton par B. A. Segal. Il présente une orbite caractérisée par un demi-grand axe de 3,19 UA, une excentricité de 0,05 et une inclinaison de 10,2° par rapport à l'écliptique.

## Compléments